# 渡邊良
渡邊 良（わたなべ りょう、1961年9月14日 - ）は、日本の国土交通官僚。気象庁総務部長、気象庁次長などを経て、首都圏新都市鉄道代表取締役社長。

## 人物・経歴
東京都出身。1984年東京大学法学部卒業、運輸省入省。長崎県地域振興部理事を経て、2002年国土交通省大臣官房総務課企画官。2004年国土交通省総合政策局交通計画課地域振興企画官。
2005年国土交通省航空局飛行場部関西国際空港・中部国際空港監理官。2007年国土交通省航空局監理部航空安全推進課長。2009年国土交通省航空局監理部航空安全推進課長。2011年国土交通省大臣官房運輸安全監理官。2012年鉄道建設・運輸施設整備支援機構統括役。
2014年7月8日国土交通省北海道運輸局長。2015年7月31日気象庁総務部長。2016年6月21日気象庁次長。2017年7月7日大臣官房付・即日辞職、同年西日本鉄道顧問。2019年東京地下鉄常務取締役財務部担当。2023年首都圏新都市鉄道代表取締役社長。